# Mistrzostwa Świata i Europy w Biegu na 100 km 2009
23. Mistrzostwa Świata i 18. Mistrzostwa Europy w biegu na 100 km – zawody lekkoatletyczne, które odbyły się 19 czerwca 2009 w Torhout, Belgia. 

## Mistrzostwa Świata

### Rezultaty
|           | 1. miejsce         | Rezultat | 2. miejsce        | Rezultat | 3. miejsce         | Rezultat |
| Mężczyźni | Yasukazu Miyazato  | 6:40:43  | Jonas Buud        | 6:41:49  | Giorgio Calcaterra | 6:42:04  |
| Kobiety   | Kami Semick-Pardue | 7:37:23  | Irina Wiszniewska | 7:46:25  | Monica Carlin      | 7:53:57  |

## Mistrzostwa Europy

### Rezultaty
|           | 1. miejsce        | Rezultat | 2. miejsce         | Rezultat | 3. miejsce     | Rezultat |
| Mężczyźni | Jonas Buud        | 6:41:49  | Giorgio Calcaterra | 6:42:04  | Marco Boffo    | 6:45:38  |
| Kobiety   | Irina Wiszniewska | 7:46:25  | Monica Carlin      | 7:53:57  | Helena Crossan | 8:04:40  |

## Reprezentacja Polski

### Mężczyźni
| Miejsce MŚ | Miejsce ME | Zawodnik         | Klub              | Rezultat |
| 45.        | 34.        | Dariusz Cichorek | KKB Finisz Kalisz | 8:06:33  |